# Qingtian
Qingtian is een arrondissement in de stadsprefectuur Lishui, in het zuidoosten van de oostelijke provincie Zhejiang, Volksrepubliek China. Het lokale dialect hier is Qingtianhua dat ook in landen als Nederland, Italië, België en Spanje veel wordt gesproken onder de geëmigreerde Qingtianers.
Qingtian is zeer bekend onder overzeese Chinezen, omdat veel van oorspronkelijke bewoners van Qingtian naar het buitenland zijn geëmmigreerd. In Nederland hebben duizenden Chinezen Qingtian als jiaxiang. Ook zijn honderden Qingtianers de laatste twintig jaar geremigreerd naar Qingtian om in hun jiaxiang rustig van hun pensioen te genieten. In Italië, België en Spanje vormen de Qingtianers daar een groot deel van de overzeese Chinezen.
Door de lange geschiedenis van migratie die al sinds de val van de Qing-dynastie in 1911 begon, is er in Qingtian een museum over overzeese Chinezen en met name Qingtianers opgericht.
In het buitenland zijn veel geboortestreekverenigingen van Qingtianers te vinden. Voorbeelden zijn de Chekiang Qingtian Chinezen in Nederland Alg. Ver. en Qingtian Chinese Association Of Sweden.